# Darja Kanová
Darja Kanová (rusky:дарья кан; * 28. září 1998 Ufa) je ruská reprezentantka ve sportovním lezení, juniorská mistryně světa a Evropy v lezení na rychlost.
Trenér: Ljubov Stěpanovová

## Výkony a ocenění
- 2013: juniorská mistryně světa
- 2014: juniorská mistryně světa
- 2015: juniorská mistryně Evropy
- 2016: juniorská mistryně světa, nominace na Světové hry 2017 v polské Vratislavi
- 2017: juniorská mistryně světa a Evropy, dvě medaile z akademického mistrovství Evropy

### Závodní výsledky
| Světové hry | Světové hry |
| Rok         | 2017        |
| ----------- | ----------- |
| Rychlost    | 6           |

| Mistrovství světa | Mistrovství světa | Mistrovství světa |
| Rok               | 2014              | 2016              |
| ----------------- | ----------------- | ----------------- |
| Rychlost          | 6                 | 7                 |

| Světový pohár | Světový pohár | Světový pohár | Světový pohár | Světový pohár       |
| Rok           | 2015          | 2016          | 2017          | 2018                |
| ------------- | ------------- | ------------- | ------------- | ------------------- |
| Rychlost      | 42            | 21            | 42            | 24                  |
| jednotlivě*   | ,30,          | ,9,9,         | ,16,          | ,14,21,14,20,26,21, |

* Poznámka: nalevo jsou poslední závody v roce
| Zimní armádní světové hry | Zimní armádní světové hry |
| Rok                       | 2017                      |
| ------------------------- | ------------------------- |
| Rychlost                  | 3                         |

| Mistrovství Evropy | Mistrovství Evropy | Mistrovství Evropy |
| Rok                | 2015               | 2017               |
| ------------------ | ------------------ | ------------------ |
| Rychlost           | 27                 | 14                 |

| Akademické mistrovství Evropy | Akademické mistrovství Evropy |
| Rok                           | 2017                          |
| ----------------------------- | ----------------------------- |
| Obtížnost                     | 4                             |
| Rychlost                      | 3                             |
| Bouldering                    | 3                             |

| Mistrovství světa juniorů | Mistrovství světa juniorů | Mistrovství světa juniorů | Mistrovství světa juniorů | Mistrovství světa juniorů | Mistrovství světa juniorů | Mistrovství světa juniorů |
| Rok                       | 2012 kat. B               | 2013 kat. B               | 2014 kat. A               | 2015 kat. A               | 2016 juniorky             | 2017 juniorky             |
| ------------------------- | ------------------------- | ------------------------- | ------------------------- | ------------------------- | ------------------------- | ------------------------- |
| Rychlost                  | 4                         | 1                         | 1                         | 5                         | 1                         | 1                         |

| Mistrovství Evropy juniorů | Mistrovství Evropy juniorů | Mistrovství Evropy juniorů | Mistrovství Evropy juniorů | Mistrovství Evropy juniorů | Mistrovství Evropy juniorů |
| Rok                        | 2013 kat. B                | 2014 kat. A                | 2015 kat. A                | 2016 juniorky              | 2017 juniorky              |
| -------------------------- | -------------------------- | -------------------------- | -------------------------- | -------------------------- | -------------------------- |
| Rychlost                   | 3                          | 8                          | 1                          | 2                          | 1                          |

| Evropský pohár juniorů | Evropský pohár juniorů | Evropský pohár juniorů | Evropský pohár juniorů | Evropský pohár juniorů | Evropský pohár juniorů | Evropský pohár juniorů |
| Rok                    | 2012 kat. B            | 2013 kat. B            | 2014 kat. A            | 2015 kat. A            | 2016 juniorky          | 2017 juniorky          |
| ---------------------- | ---------------------- | ---------------------- | ---------------------- | ---------------------- | ---------------------- | ---------------------- |
| Rychlost               | 15-16                  | 6                      | 16                     | 8                      | x                      | 8                      |
| jednotlivě* (3/1/0)    | -,-,5,-                | ,-,-                   | -,-,8                  | -,,-                   | -,,-                   | ,-,-,-                 |

* Poznámka: nalevo jsou poslední závody v roce; od roku 2014 byla součástí také MEJ (v těchto letech už se Daria neúčastnila dalších pohárových závodů)